# Diócesis de Roma
La diócesis de Roma (en latín: Dioecesis Urbis seu Romana y en italiano: Diocesi di Roma) es una circunscripción eclesiástica de la Iglesia católica en Italia y en la Ciudad del Vaticano. Se trata de una diócesis latina, sede metropolitana de la provincia eclesiástica de Roma y sede propia del romano pontífice. Desde el 8 de mayo de 2025, tiene como obispo al papa León XIV.

## Características particulares de la circunscripción eclesiástica

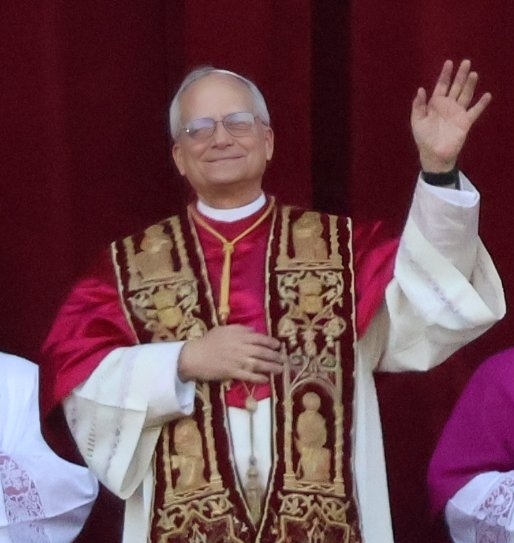
León XIV, obispo de Roma desde el 8 de mayo de 2025

Desde el punto de vista administrativo y titular, esta circunscripción eclesiástica de características singulares es al mismo tiempo:
- Sede propia del romano pontífice: el papa es la máxima autoridad de la Iglesia católica y como tal porta los títulos (desde 2020 considerados "títulos históricos"[nota 3]) de: vicario de Cristo, sucesor del príncipe de los Apóstoles, sumo pontífice de la Iglesia universal y siervo de los siervos de Dios. Según el canon 331 del Código de Derecho Canónico el papa es «cabeza del Colegio de los Obispos, Vicario de Cristo y Pastor de la Iglesia universal en la tierra; el cual, por tanto, tiene, en virtud de su función, potestad ordinaria, que es suprema, plena, inmediata y universal en la Iglesia, y que puede siempre ejercer libremente».[2]
- Patriarcado de Occidente: como cabeza de la Iglesia latina, que es la más grande de las Iglesias particulares sui iuris que conforman la Iglesia católica. Si bien en 2006 el papa Benedicto XVI renunció al título de patriarca de Occidente, que era uno de los cinco patriarcados que formaban la denominada pentarquía del primer milenio,[3] en 2024 el papa Francisco lo volvió incluir entre los títulos históricos del obispo de Roma.[4]
- Sede primacial de Italia: como cabeza de la Iglesia italiana. Según el canon 438 del Código de Derecho Canónico: «Aparte de la prerrogativa honorífica, el título de Patriarca o el de Primado no lleva consigo en la Iglesia latina ninguna potestad de régimen, a no ser que en algún caso conste otra cosa por privilegio apostólico o por costumbre aprobada».[5]
- Sede metropolitana de la provincia eclesiástica de Roma: por lo que a pesar de que lleve el nombre de diócesis, es sin embargo una arquidiócesis metropolitana, cuyas sedes sufragáneas son las diócesis suburbicarias.

## Territorio y organización

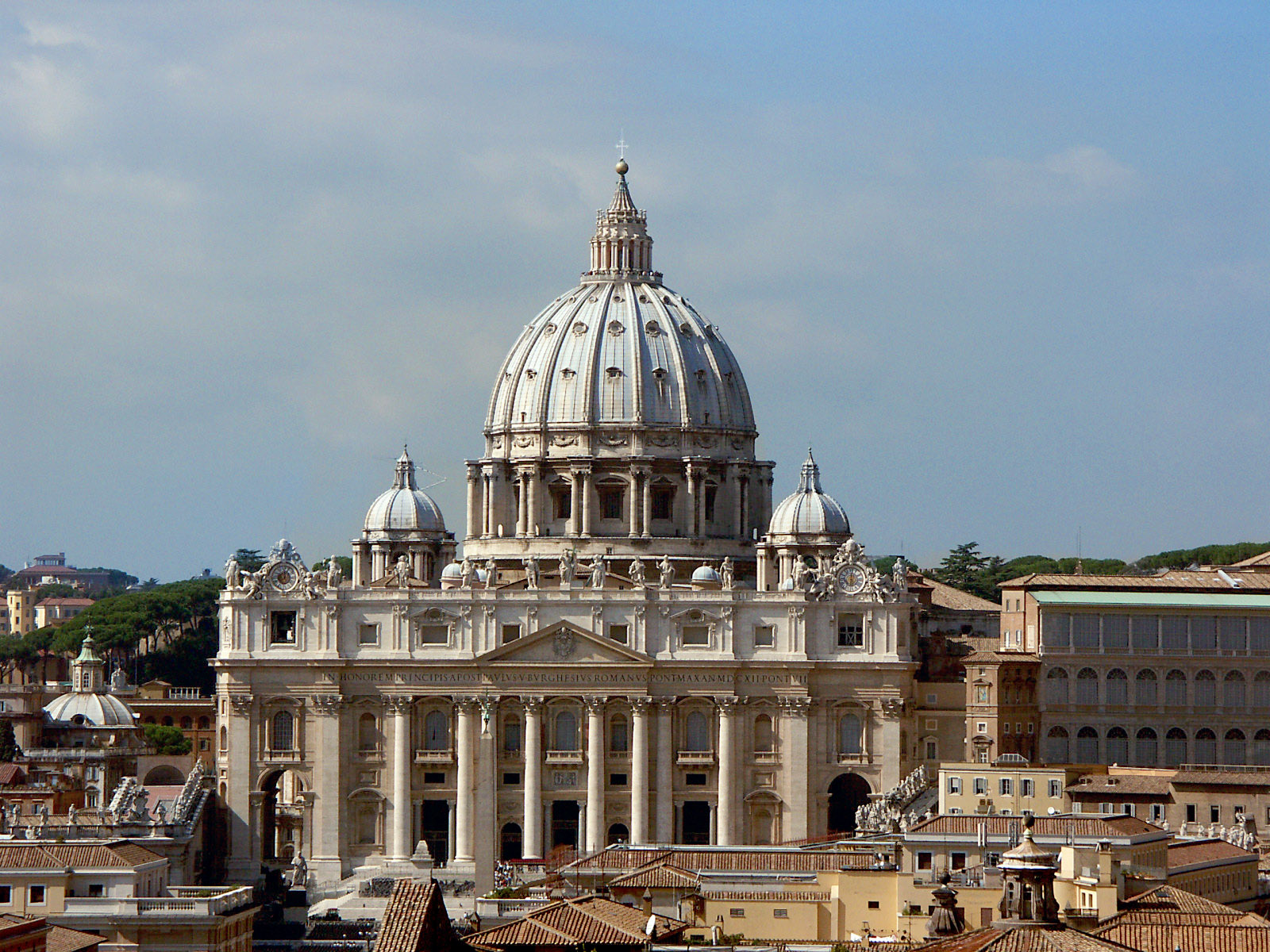
Basílica de San Pedro, en la Ciudad del Vaticano, construida en el

La diócesis tiene 881 km² y extiende su jurisdicción sobre los fieles católicos de rito latino residentes:
- la Ciudad del Vaticano;
- en Italia la mayor parte de la ciudad y comuna de Roma en la región del Lacio, con excepción de partes pertenecientes a las diócesis vecinas de Porto-Santo Rufina, de Frascati y de Tívoli. También pertenecen a la diócesis algunas parroquias de la comuna de Guidonia Montecelio.

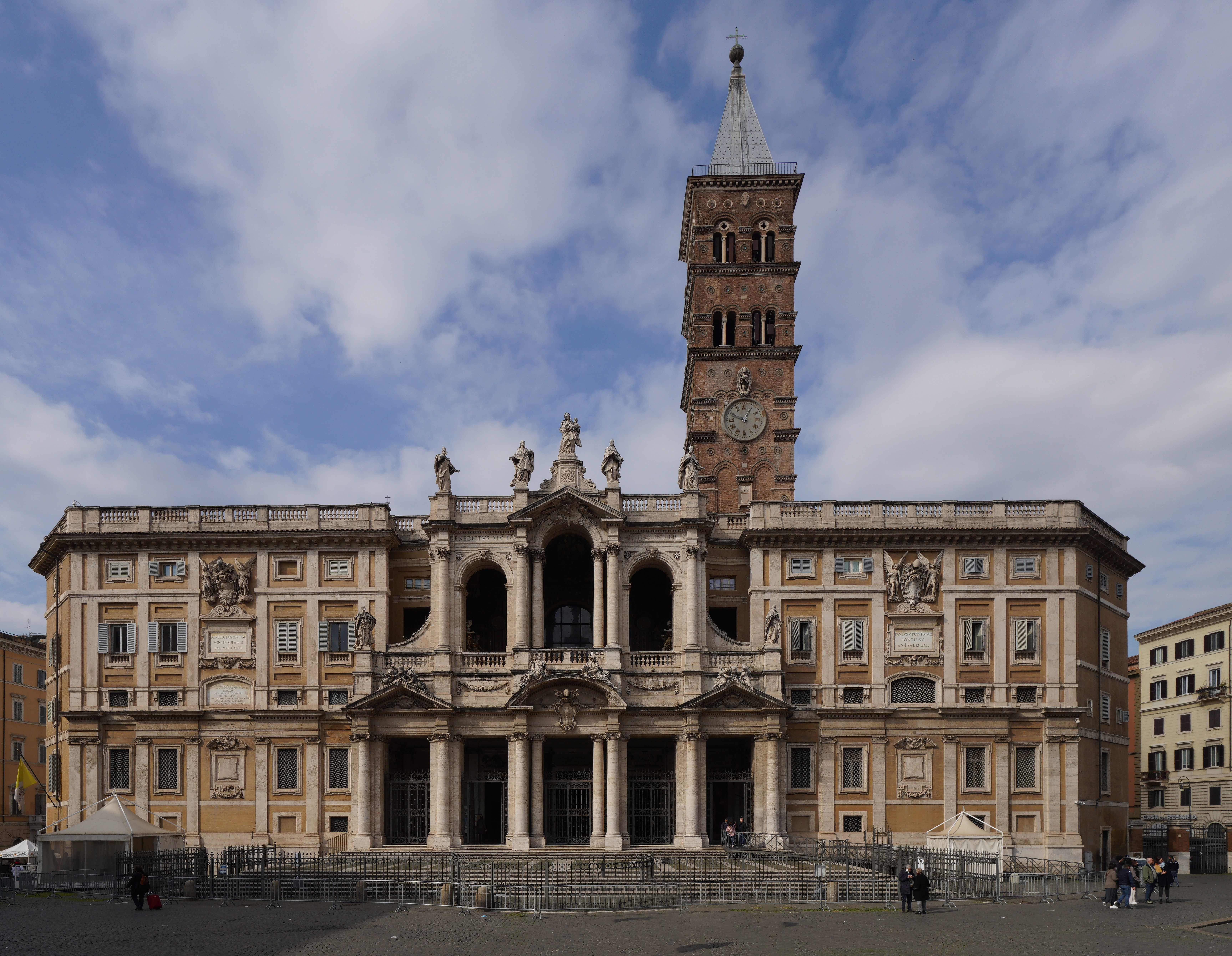
Basílica de Santa María la Mayor, en Roma

La catedral de la diócesis se halla en Roma y es la archibasílica papal del Santísimo Salvador del Mundo y de los Santos Juan Bautista y Juan Evangelista (más conocida como Archibasílica de San Juan de Letrán), que ostenta el título de «madre y cabeza de todas las iglesias de la ciudad y del mundo».

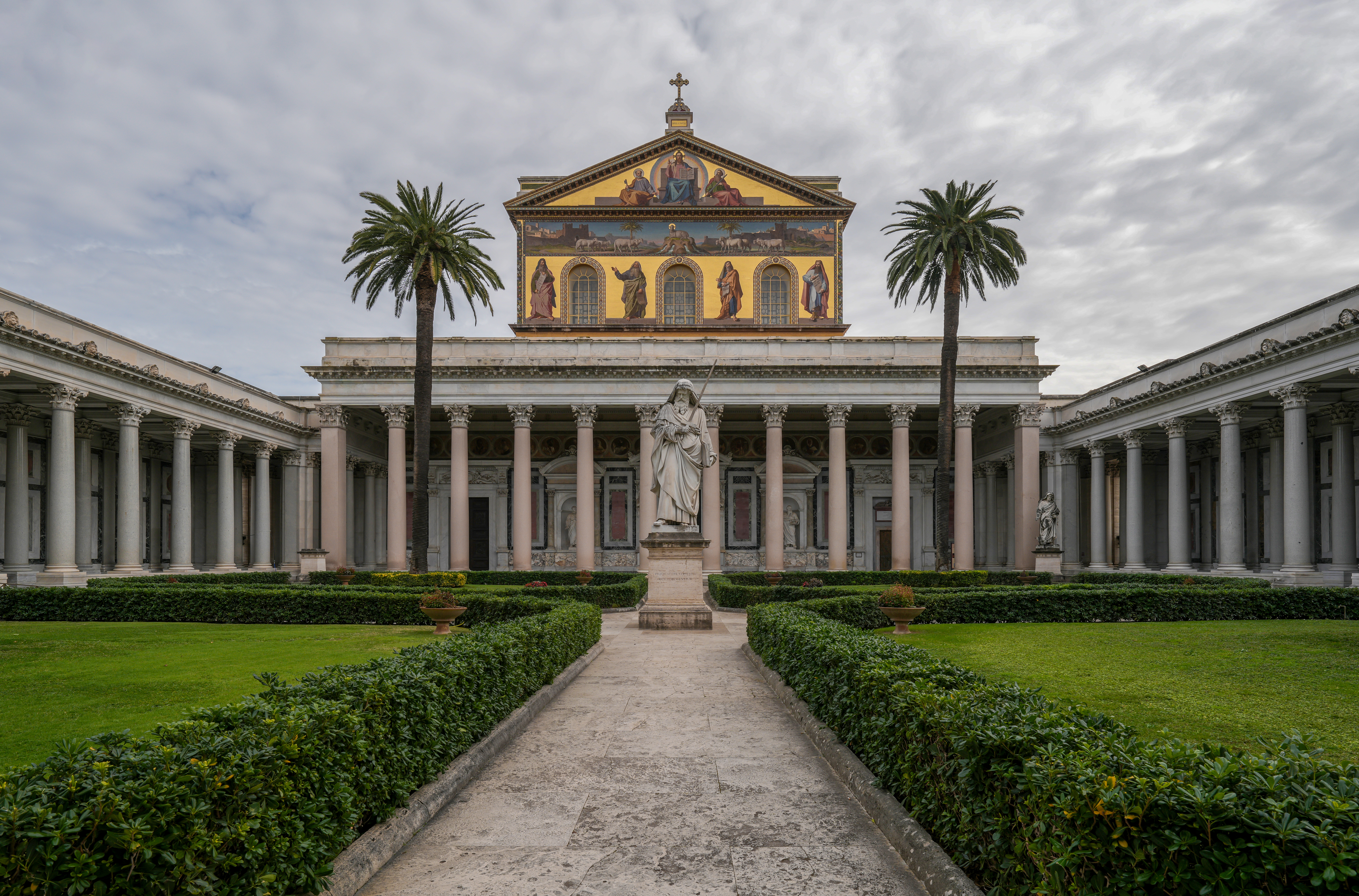
Basílica de San Pablo Extramuros, en Roma

La diócesis, como cabeza de la provincia eclesiástica de Roma, tiene como sufragáneas a las diócesis suburbicarias (del compuesto latino sub-urbis, es decir: "sujeto a la ciudad") de: Ostia, Albano, Frascati, Palestrina, Porto-Santa Rufina, Sabina-Poggio Mirteto y Velletri-Segni. Estas sedes están asignadas en título a los cardenales obispos (simbólicamente los antiguos obispos sufragáneos del papa), pero poseen obispos ordinarios, al igual que todas las otras diócesis. Desde 1962, la diócesis suburbicaria de Ostia, dada su poca extensión, no tiene un obispo residencial, pero está unida en administración apostólica a la diócesis de Roma. Su administrador apostólico es el cardenal vicario, el cual confía el gobierno de la pequeña diócesis al obispo auxiliar del sector sur.
En 2022 en la diócesis existían 332 parroquias.
Las dos partes de la diócesis están administradas por dos vicarios generales:
- el vicariato de Roma;
- el vicariato de la Ciudad del Vaticano.

### Vicariato de Roma

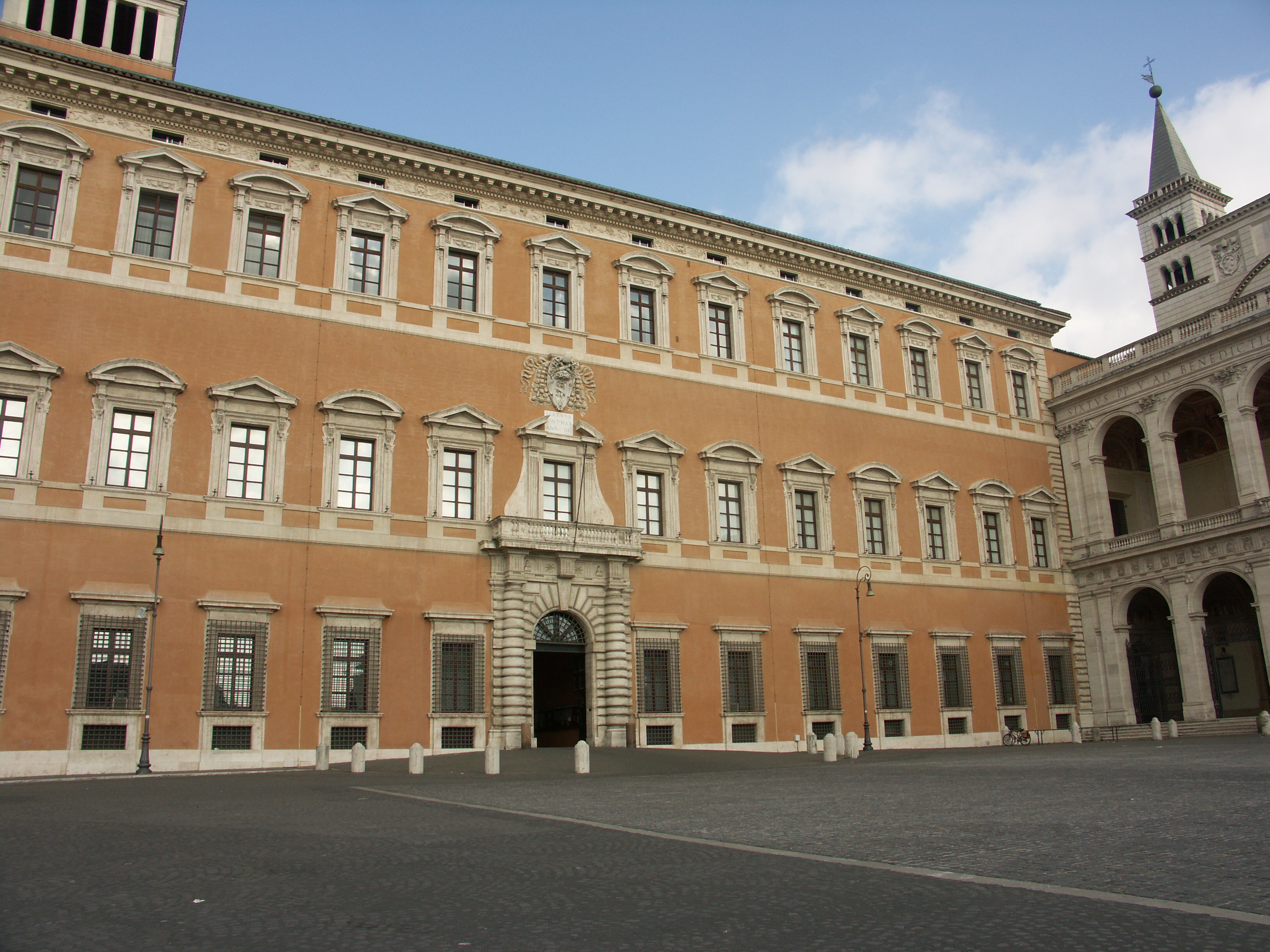
Palacio de Letrán, sede del vicariato de Roma

El vicariato de Roma es gobernado por el vicario general para la diócesis de Roma, cuya sede se encuentra en el Palacio de Letrán en el ciudad de Roma. El vicario general se ocupa del cuidado espiritual de los fieles que residen en la parte de la diócesis de Roma que cae dentro de los límites del territorio italiano y "realiza la función de curia diocesana". El vicariato está dirigido generalmente por un cardenal, el cardenal vicario, que en nombre y por mandato del papa «ejerce el ministerio episcopal de enseñar, santificar y regir el gobierno pastoral en la diócesis de Roma con potestad ordinaria vicaria». Al cardenal vicario se le encomienda pues el efectivo gobierno de la diócesis romana, junto al arzobispo vicegerente y los obispos auxiliares. Desde 1970, al cardenal vicario también se le asigna el cargo de arcipreste de la archibasílica lateranense, cerca de la cual tiene sede la curia diocesana. En 2024, fue nombrado por el Papa Francisco, como Vicario General para la Diócesis de Roma, su eminencia Baldassare Cardenal Reina.

#### Organización territorial
Desde un punto de vista estrictamente pastoral, el vicariato se divide en parroquias (a las que hay que sumar las dos parroquias de la diócesis suburbicaria de Ostia, administradas por el vicariato), agrupadas en 36 prefecturas numeradas, a su vez agrupadas en cuatro sectores (norte, este, sur y oeste), cada uno gobernado por un obispo auxiliar, llamado obispo de sector, que colabora con el vicario general en la administración pastoral de la diócesis. Los obispos auxiliares del sector son:
- Sector norte: Daniele Salera;
- Sector este: Paolo Ricciardi;
- Sector sur: Dario Gervasi;
- Sector oeste: Paolo Selvadagi.

La prefectura es una «estructura eclesial intermedia que tiene la función de crear una coordinación unitaria entre las parroquias de un territorio determinado y, a través del obispo de sector, una relación orgánica con la diócesis». El jefe de cada prefectura es el prefecto, a quien le corresponde la tarea de coordinación pastoral en colaboración con el obispo auxiliar del sector; el prefecto es elegido entre los párrocos de la prefectura a la que pertenece.
Distribución de las parroquias y prefecturas por sector:
- Sector Centro: prefecturas I al V, con 35 parroquias;
- Sector Nord: prefecturas VI al XIII, con 86 parroquias;
- Sector Est: prefecturas XIV al XXI, con 82 parroquias;
- Sector Sud: prefecturas XXII al XXVIII, con 57 parroquias, además de las 2 parroquias de la diócesis de Ostia agregadas a la prefectura XXVI;
- Sector Ovest: prefecturas XXIX al XXXVI, con 72 parroquias.

#### Órganos de gobierno
La suprema autoridad de la diócesis es el papa, obispo de Roma, que gobierna la diócesis por medio del cardenal vicario. Los mayores organismos de gobierno y de pastoral de la diócesis son:
- el consejo episcopal: órgano colegial compuesto por el cardenal vicario, el arzobispo vicegerente, y los cinco obispos de los sectores.
- el consejo de los prefectos: órgano compuesto por el consejo episcopal y los 36 vicarios prefectos, elegidos por mayoría por los párrocos y curas de la prefectura.
- el consejo presbiterial: órgano compuesto por el consejo episcopal y los miembros elegidos por el clero romano, que representan las diversas realidades pastorales de la diócesis.
- el  consejo pastoral: constituido por el consejo episcopal de miembros de derecho y de miembros designados. Este último grupo está compuesto de laicos, representantes de cada prefectura de la diócesis y de las agrupaciones laicas presentes en el territorio.
- el consejo para los asuntos económicos: "tiene la tarea de elaborar anualmente el presupuesto de la gestión económica de la diócesis y aprobar las cuentas definitivas de ingresos y gastos".[13]

#### Iglesias, títulos y diaconías
El nombre de cada iglesia de Roma, va ligado a un título cardenalicio desde el momento de creación de un cardenal. En el vicariato de Roma se encuentran:
- las iglesias titulares o títulos, propias de los cardenales presbíteros (simbólicamente las iglesias de los antiguos curas de la diócesis de Roma).
- las iglesias diaconales o diaconías, propias de los cardenales diáconos (simbólicamente las iglesias de los antiguos diáconos: administradores de la diócesis de Roma).

En el territorio diocesano además hay muchas iglesias que no necesariamente poseen un título parroquial. En particular:
- 4 basílicas mayores: San Juan de Letrán, San Pedro en el Vaticano, San Pablo Extramuros y Santa María la Mayor;
- 61 basílicas menores;
- 169 iglesias rectoriales;
- 112 iglesias anexas a institutos religiosos o archicofradías;
- 31 iglesias nacionales;
- 21 iglesias regionales italianas;
- 12 iglesias confiadas a comunidades de rito oriental.

### Vicariato de la Ciudad del Vaticano

Bandera de la Ciudad del Vaticano, usada en todo el mundo católico

El vicariato de la Ciudad del Vaticano es gobernado por el vicario general para la Ciudad del Vaticano y las Villas Pontificias de Castel Gandolfo, cuya sede se encuentra en la Ciudad del Vaticano. El vicario general se ocupa del cuidado espiritual de los fieles que residen en la parte de la diócesis de Roma que cae dentro de los límites de la Ciudad del Vaticano, en donde sólo hay dos parroquias: Sant'Anna de los Palafrenieri y San Pedro en el Vaticano. Tiene a su cargo también las villas pontificias de Castel Gandolfo, que forman parte de la diócesis suburbicaria de Albano.
Fue creado junto al Estado de la Ciudad del Vaticano, con la firma de los Pactos de Letrán el 11 de febrero de 1929, mediante la bula Ex Lateranensi pacto del 30 de mayo de 1929. El papa Pío XI estableció que tal encargo sería asignado al "sacristán de Su Santidad", cargo confiado a un religioso de la Orden de San Agustín, consagrado obispo con el título de Porfireone. El papa Juan Pablo II en 1991 abolió el cargo de sacristán y asignó el encargo de vicario de la Ciudad del Vaticano al arcipreste "pro tempore" de la Basílica de San Pedro. Desde el 20 de febrero de 2021 el cargo es ocupado por el cardenal Mauro Gambetti.

## Historia

### Periodo paleocristiano

#### Nacimiento de la comunidad cristiana romana

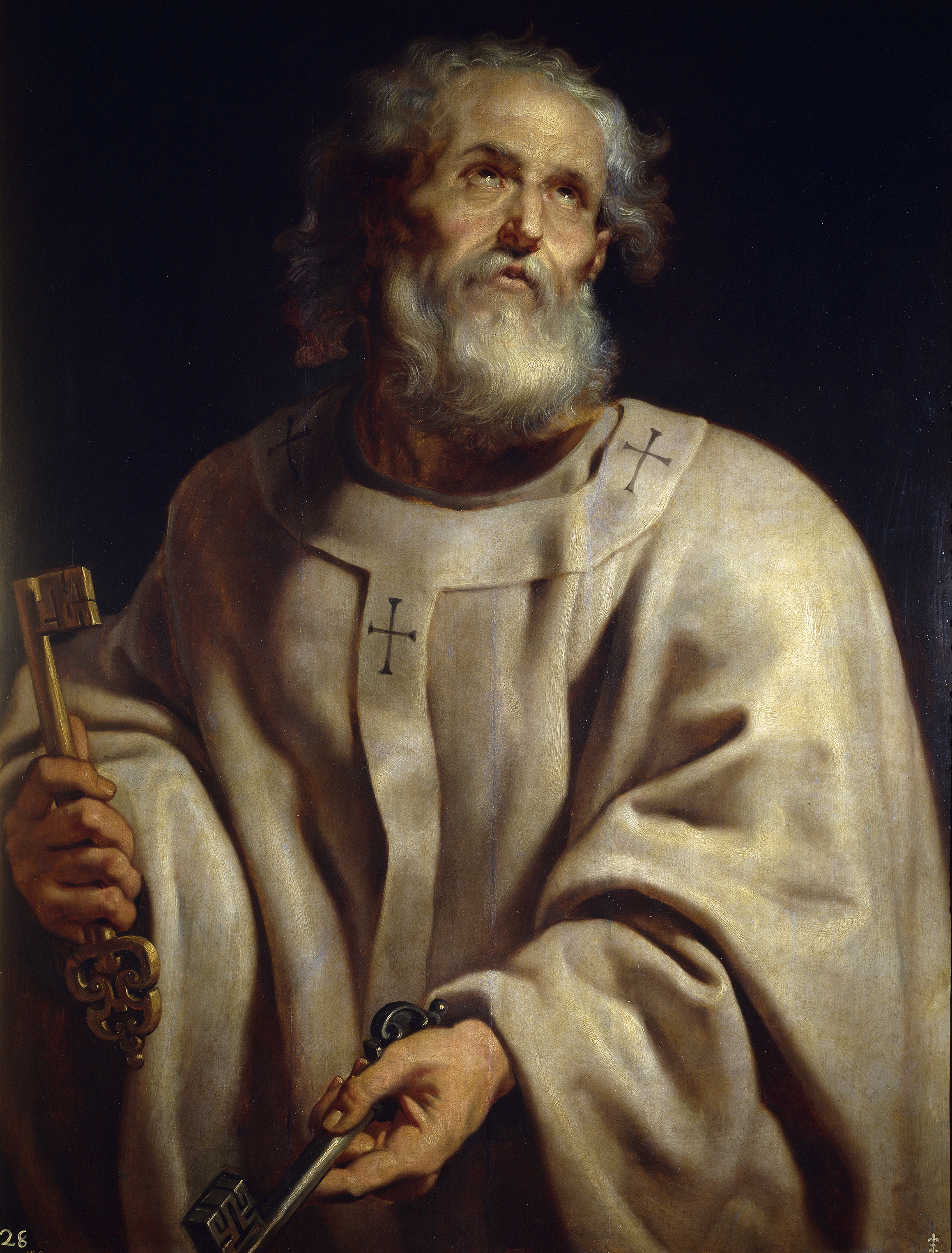
San Pedro, considerado el primer papa

La primera mención cierta de la presencia de una comunidad cristiana en Roma, capital del Imperio romano, es la carta que Pablo de Tarso escribió, probablemente en el invierno del 57/58 del siglo I, a la comunidad cristiana local para anunciar su llegada. (Epístola a los romanos 1,15). Según cuentan los Hechos de los Apóstoles (28, 16-31), Pablo fue a Roma en el año 61 como prisionero, para ser juzgado allí.
El historiador romano Suetonio relata que hacia el año 49 el emperador Claudio expulsó a los judíos de Roma debido al malestar dentro de la comunidad judía romana impulsore Chresto debido a la agitación de Chrestus. Aunque controvertidos, algunos autores identifican a Chresto o Chrestus con Cristo. Esto sugeriría que la primera presencia cristiana en la capital se debió a grupos de judíos que se convirtieron al cristianismo y que las disputas y tensiones entre los dos grupos dentro de la comunidad judía provocaron la reacción de Claudio. El texto también anticipa en unos diez años el testimonio de una presencia cristiana en Roma.
La tradición, sin embargo, no antes de la segunda mitad del siglo II, reconoce a los santos apóstoles Pedro y Pablo como fundadores de la Iglesia romana. Sin embargo, ninguno de los autores más antiguos que se ocuparon de Roma (Clemente romano, la Carta de Ignacio a los Romanos, Papías de Hierápolis y el Pastor de Hermas) menciona esta tradición. Según Romano Penna, es «muy improbable que haya sido Pedro quien fundara la iglesia de Roma», que «debe sus inicios a algunos oscuros evangelizadores, que deberían identificarse genéricamente con viajeros o comerciantes que llegaban a Italia desde Jerusalén. Todos los comentaristas de hoy han confirmado esta posición."
Esto no excluye que Pedro también estuvo en Roma y sufrió allí el martirio, como Pablo. El testimonio más antiguo del martirio de los dos apóstoles en Roma, durante la persecución ordenada por Nerón, es la Primera epístola de Clemente a los cristianos de Corinto (finales del siglo I). La noticia es confirmada por el sacerdote romano Cayo, a principios del siglo III, cuyo testimonio está contenido en la Historia eclesiástica de Eusebio de Cesarea. Cayo fue el responsable de la primera mención del lugar del entierro de los dos apóstoles, Pedro en la Colina Vaticana y Pablo en la Vía Ostiensis. La cronología clásica que sitúa la muerte de los dos apóstoles entre el 64 y el 67 se puede atribuir a Eusebio.

#### Cronología de los obispos de Roma
El catálogo episcopal más antiguo de la Iglesia romana es el que Ireneo de Lyon menciona en su Adversus haereses, escrito hacia 180. Para combatir las teorías heréticas, Ireneo demuestra la continuidad de la tradición apostólica mediante la continuidad de la sucesión episcopal: y así, después de Pedro y Pablo, informa sucesivamente sobre Lino, Anacleto, Clemente, Evaristo, Alejandro, Sixto, Telesforo, Higinio, Pío, Aniceto, Sotero y Eleuterio, contemporáneo de Ireneo.
De los obispos desde Lino hasta Pío, salvo lo que Ireneo y otros autores posteriores dicen sobre ellos y lo que se escribirá mucho más tarde en el Liber Pontificalis, no hay información histórica contemporánea; esto se aplica también a Clemente, porque en la Carta a los Corintios, atribuida a él por una tradición muy antigua, el autor nunca se califica con este nombre. Aniceto es mencionado en una carta del propio Ireneo transmitida por Eusebio de Cesarea, según la cual Policarpo de Esmirna fue a Roma y se reunió con Aniceto para discutir la datación de la celebración de la Pascua, problema que dividió en ese período a las Iglesias de Asia con la de Roma. Respecto a los dos últimos nombres de la lista de Ireneo, Sotero mantuvo un intercambio de cartas con el obispo Dionisio de Corinto, mientras que Eleuterio estuvo en contacto con el propio Ireneo de Lyon.
Las obras históricas de Eusebio de Cesarea (primera mitad del siglo IV) relatan dos cronologías episcopales de los obispos de Roma, desde Lino, sucesor de los apóstoles, hasta Marcelino (296-304); a cada nombre, Eusebio asigna también los años de gobierno pastoral. Otra lista está contenida en el llamado "catálogo liberiano", insertado entre los distintos documentos del Cronógrafo del 354 y que llega hasta Liberio (352-366).

#### Las persecuciones

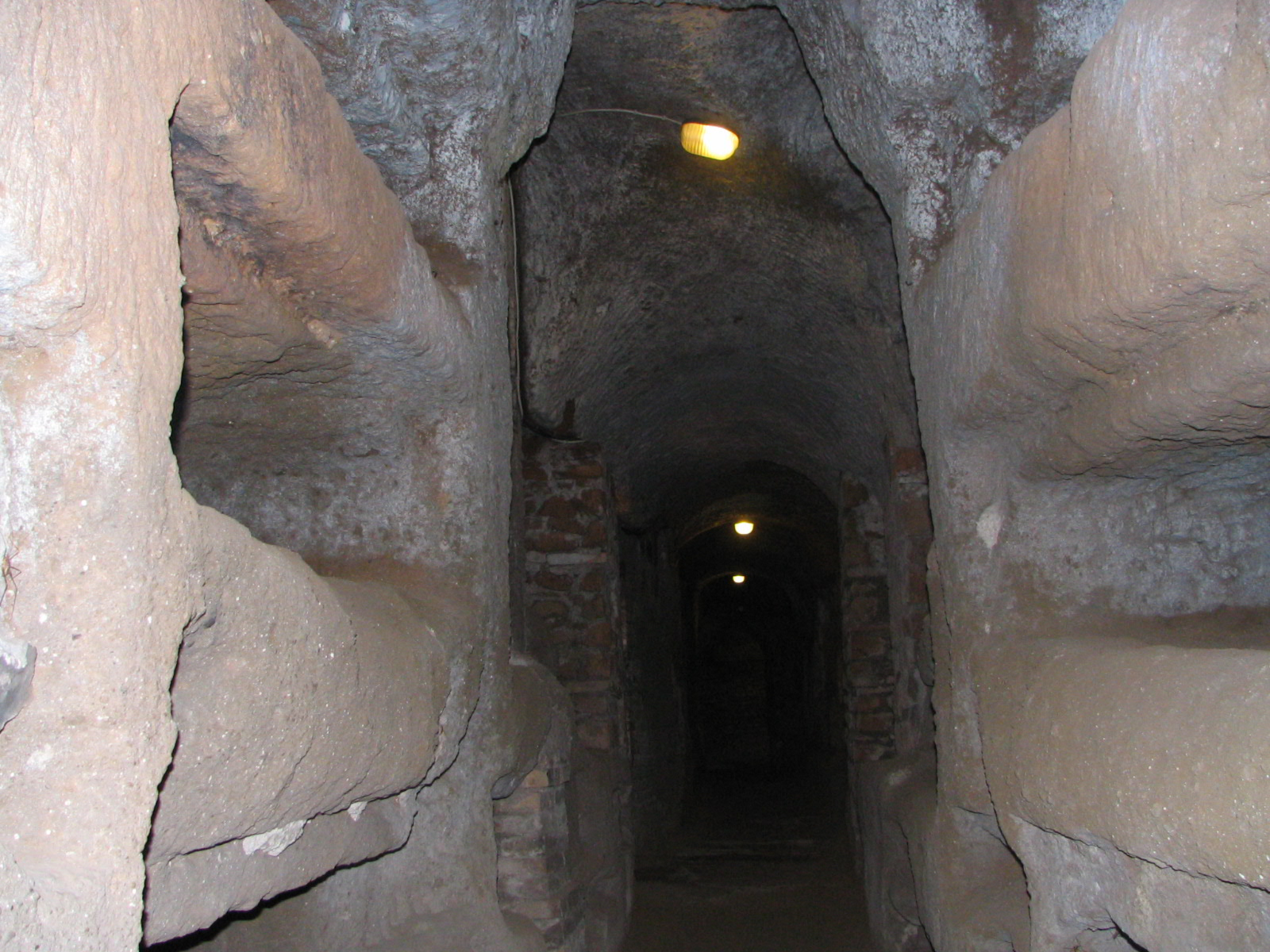
Vista de las catacumbas de San Calixto

La muerte de los dos apóstoles marcó el inicio de la persecución a los cristianos en el Imperio romano.
La difusión de la fe cristiana en la capital del Imperio dejó clara a la autoridad política la incompatibilidad entre esta creencia y la religión romana, en particular debido a que, con el rechazo del politeísmo, el cristianismo no podía integrarse en la sistema religioso de Estado y en el concepto de pax deorum que lo regía. A esto se sumaba el hecho de que el rechazo del culto imperial aparecía como un desafío a la autoridad del princeps, con el agravante, frente al judaísmo, de que el cristianismo no se limitaba a un único (y reducido) componente étnico. Finalmente, el hecho de que los seguidores de Cristo se afianzaran especialmente en las capas inferiores de la sociedad romana, defendiendo también ciertos principios de igualdad, hizo que este tipo de culto fuera aún más sospechoso a los ojos de las clases dominantes y de las autoridades.
Cuando el emperador Nerón achacó el gran incendio de Roma a la acción de la secta cristiana, esta fue prohibida y se inició la persecución contra aquellos que se negaban a sacrificar a los dioses y al emperador. La persecución de Nerón fue una de las más violentas que afectó a la comunidad de Roma, marcando en particular la muerte de los dos líderes: Pedro, crucificado en el circo de la Colina Vaticana, y Pablo, decapitado Ad Aquaas salvias, el lugar en el que se encuentra la actual abadía de Tre Fontane o por la Vía Ostiensis.
Las persecuciones, sin embargo, no fueron fenómenos continuos, sino acontecimientos limitados dependiendo del contexto político y de la inclinación personal de los emperadores a tolerar o no el nuevo culto.

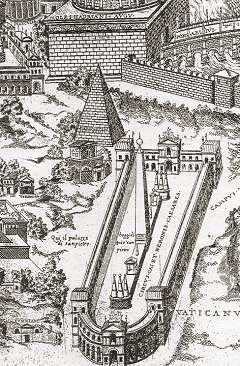
El circo vaticano

Durante estas persecuciones prácticamente todos los papas sufrieron el martirio:
- Lino (en el 76, según la tradición);
- Clemente (en el 100, bajo el reinado de Trajano);[nota 4]
- Evaristo (en el 106, bajo el reinado de Trajano);
- Alejandro (en el 115, bajo el reinado de Trajano);
- Sixto I (incierto, tal vez martirizado en el 126, bajo el reinado de Adriano);
- Telesforo (en el 136 bajo el reinado de Adriano);
- Higinio (incierto, tal vez martirizado en el 142, bajo el reinado de Antonino Pío);
- Pío (incierto, tal vez martirizado en el 154, bajo el reinado de Antonino Pío);
- Sotero (en el 174, bajo el reinado de Antonino Pío);
- Eleuterio (en el 189, bajo el reinado de Lucio Vero);
- Víctor (en el 199, bajo el reinado de Septimio Severo);
- Ceferino (en el 217, bajo el reinado de Caracalla);
- Calixto (en el 222, bajo el reinado de Alejandro Severo);
- Urbano (en el 230, bajo el reinado de Alejandro Severo);
- Ponciano (en año desconocido)
- Antero (incierto, tal vez martirizado bajo el reinado de Maximino el Tracio);
- Fabián (en el 250, bajo el reinado de Decio);
- Cornelio (incierto, tal vez martirizado bajo el reinado de Treboniano Galo);
- Lucio (en el 254, bajo el reinado de Valeriano);
- Esteban (en el 257, bajo el reinado de Valeriano);
- Sixto II (en el 257, bajo el reinado de Valeriano);
- Félix (en el 274, bajo el reinado de Aureliano);
- Cayo (en el 296, bajo el reinado de Diocleciano);
- Marcelo (en el 309, bajo el reinado de Galerio);
- Eusebio (deportado bajo el reinado del emperador Majencio).

Fue en este período cuando se construyeron las catacumbas, cementerios subterráneos destinados al culto de los mártires.

#### Legalización del cristianismo y el establecimiento de la pentarquía

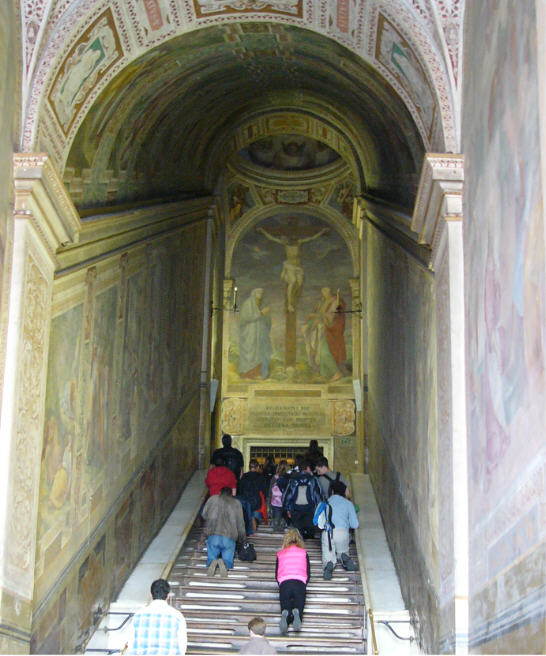
La Escalera Santa: la tradición dice que son las escaleras del pretorio de Poncio Pilato, llevadas a Roma por Elena, madre del emperador romano Constantino I

Tras la legitimación del culto cristiano, con el Edicto de Milán emitido por el emperador Constantino I en 313 y la derrota de Majencio, Roma y su diócesis estuvieron involucradas, durante el pontificado de Silvestre I, en la extensa campaña constructora iniciada por el emperador con la construcción de las tres primeras basílicas patriarcales: lateranense, vaticana y ostiense. Libre para operar libremente y puesta bajo protección imperial, la diócesis de Roma creció rápidamente en importancia, tanto religiosa como política.
En esta época, la primacía en el cristianismo se dio a las tres sedes petrinas: Roma, Alejandría y 
Antioquía, que tenían un rango particular en la Iglesia ya que se remontaban directamente a Pedro. Las Iglesias de habla latina, es decir, las presentes en la parte occidental del Imperio (Europa occidental y norte de África), quedaron así particularmente sujetas al papa de Roma, constituyendo la Iglesia latina.

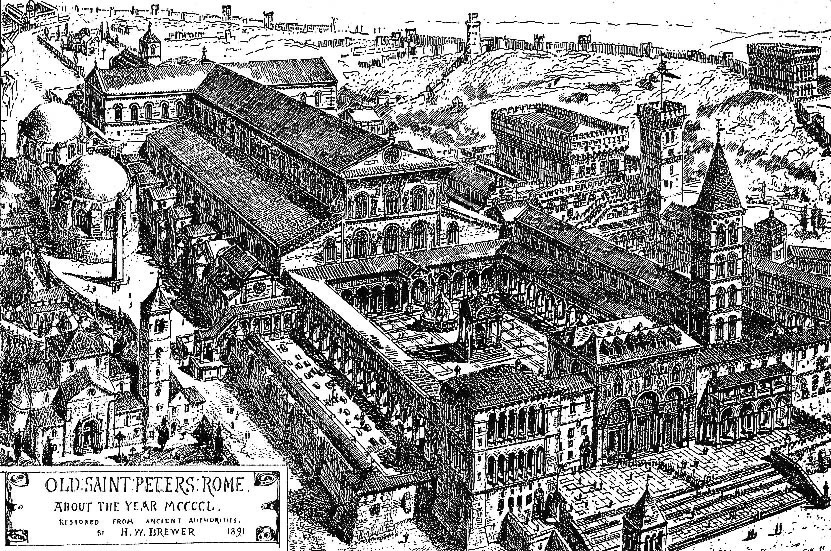
La antigua basílica de San Pedro en el Vaticano, construida por orden del emperador Constantino I

La transformación del cristianismo en religión oficial del Imperio romano con el Edicto de Tesalónica de Teodosio I reforzó aún más la estructura jerárquica de la Iglesia y atribuyó al obispo de Roma, como a los demás obispos, un papel formal en la administración imperial, junto con a los funcionarios civiles: desde esta perspectiva, debe identificarse la coincidencia entre el término diócesis utilizado para indicar la circunscripción episcopal y el término similar diócesis atribuido a las circunscripciones de provinciales. Así como los gobernadores provinciales estaban subordinados a los vicarios y los vicarios a los prefectos del pretorio, también lo estaban los obispos a los metropolitanos y los metropolitanos a los patriarcas. El colega de Teodosio, el emperador Graciano, dejó el título de Pontifex Maximus al papa Dámaso y sus sucesores, que indicaba la máxima autoridad religiosa romana.
Paralelamente a la subdivisión del Imperio, la creciente importancia de Constantinopla-Nueva Roma llevó a los obispos de Roma a chocar con las decisiones del Concilio de Constantinopla I, que había elevado la sede episcopal de Bizancio a patriarcado, dándole el honor del segundo lugar después de la Iglesia de Roma.
La organización de la Iglesia cristiana se consolidó en esta época sobre la llamada pentarquía, es decir, sobre el gobierno de los cinco patriarcados, en orden de precedencia: el patriarcado de Roma, el patriarcado de Constantinopla, el patriarcado de Alejandría, el patriarcado de Antioquía y el patriarcado de Jerusalén. En el 451, sin embargo, la sede romana rechazó la aprobación del canon XXVIII del Concilio de Calcedonia que, de hecho, situaba Constantinopla inmediatamente después de Roma, afirmando decisivamente la primacía papal.
Con la caída del Imperio romano de Occidente en 476, se creó un vacío de poder, ocupado temporalmente por el Senado y la autoridad pontificia, siendo el papa el único "funcionario imperial" que quedaba en la ciudad.

#### Dominio bizantino de los emperadores isoapóstoles y Cisma de los Tres Capítulos
Entre los siglos VI y VII Roma y su diócesis quedaron bajo la autoridad del Imperio bizantino: la unión fue decretada con la Pragmática Sanción "a petición del papa Vigilio". El dominio bizantino sobre Roma se estructuró primero en la eparquía Urbicaria (580), luego, a partir de 582, en el Ducado de Roma, sujeto al exarca bizantino de Italia.
Hacia 590 el papa Gregorio Magno, además de instar a la intervención imperial contra los lombardos que amenazaban a Roma, reorganizó el rito romano y el canto litúrgico asociado: el canto gregoriano. En este período, las grandes propiedades de la diócesis romana se extendían por grandes porciones de la Sicilia y Cerdeña bizantinas.
En este período los obispos de Roma tuvieron que afrontar numerosas disputas de carácter tanto político como, sobre todo, religioso con los emperadores bizantinos quienes, con su autoridad de isapóstoles legislaban frecuentemente en materia religiosa: si en el siglo VI el papa Silverio había muerto en la isla de Palmarola, prisionero de Justiniano I y su sucesor Vigilio había tenido que someterse por la fuerza y el encarcelamiento al monofisismo del emperador, provocando el Cisma de los Tres Capítulos de las metrópolis de Milán y Aquilea, incluso más de un siglo después de que el papa Severino, oponiéndose al monotelismo imperial propugnado en el edicto Ekthesis de Heraclio, sufrió el encarcelamiento y el saqueo de Letrán en 640, mientras Martín I, después de haber rechazado la aprobación del nuevo edicto monotelita typos de Constante II, murió en el exilio en Cherson, en el mar Negro.

### Período del dominio temporal

#### Nacimiento del Patrimonio de San Pedro

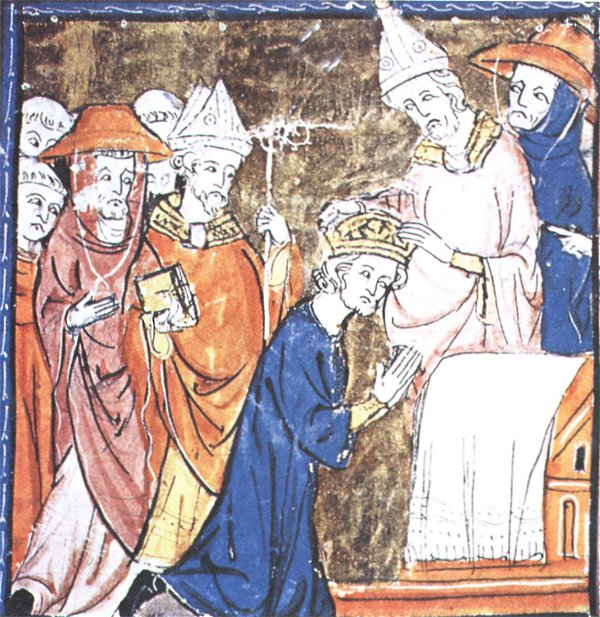
Carlomagno coronado emperador por el papa León III

Con la posterior decadencia del control por parte del Imperio de Oriente sobre el territorio de Roma, llamado Ducado Romano, los obispos de Roma asumieron el papel de administradores del poder temporal. Este poder fue determinado primero por la constitución del Patrimonio de San Pedro, es decir, las propiedades territoriales de la Iglesia romana, luego, en 728, por la constitución del primer núcleo de los Estados de la Iglesia, mediante la donación de Sutri por el rey de los lombardos Liutprando. Con la desaparición definitiva del control imperial, la diócesis de Roma extendió su poder sobre todo el Lacio y muchas otras tierras vecinas gracias a una nueva donación, esta vez del rey de los francos Pipino el Breve: con la Promissio Carisiaca el soberano concedió poder sobre todo los territorios que ya pertenecen al Exarcado de Italia a la Santa romana República de Dios. A partir de este período, las propiedades de la sede romana se organizaron en entidades territoriales regidas por los diáconos de la Iglesia romana: la Patrimonia.
En los siglos VIII-IX, valiéndose de la falsa Donación de Constantino y de los complejos enredos políticos con los emperadores carolingios, los papas justificaron y consolidaron el dominio temporal de la Santa Sede y al mismo tiempo reiteraron sus aspiraciones de primacía universal, convirtiéndose en la fuente de poder de los emperadores del Sacro Imperio Romano Germánico coronados exclusivamente por ellos. La práctica comenzó con la misa de Navidad del 25 de diciembre de 800, cuando el papa León III coronó a Carlomagno en la basílica vaticana. Fue en este período que los papas comenzaron a usar una tiara rodeada de una corona, para simbolizar el poder de la Iglesia sobre el Estado.
El saqueo de San Pedro en 846 por los sarracenos hizo evidente la vulnerabilidad del santuario petrino en este período, que representaba cada vez más, con la tumba del Príncipe de los Apóstoles, el símbolo de la supremacía romana. La solución fue la construcción de la Ciudad leonina, esa villa fortificada que es hoy la Ciudad del Vaticano, inaugurada solemnemente el 27 de junio de 852 por el papa León IV, que la convirtió en una ciudad separada de Roma, con sus propios magistrados y clero. Comenzó así el enfrentamiento centenario y lejano entre la basílica vaticana y el clero, símbolo de un papa de dimensión "imperial", cabeza de la Iglesia universal, y la catedral de Letrán con su clero, símbolo del papa, obispo y señor de Roma.
La nueva dimensión temporal asumida por la sede de Roma también expuso cada vez más a sus obispos a los complejos juegos políticos dentro del Sacro Imperio Romano Germánico. Un ejemplo de los efectos de esta situación fue en 897, el Sínodo del Cadáver, durante el cual el cuerpo exhumado del papa Formoso fue juzgado en Letrán por su sucesor Esteban VI por el apoyo ofrecido a las pretensiones imperiales de Arnulfo de Carintia contra Guido y Lamberto de Spoleto. Bajo los sucesores de Esteban, entre 904 y 963, la Iglesia romana fue presa de la política sin escrúpulos de mujeres poderosas y corruptas, entre las que destacaba la senadora Marozia: esposa del duque Alberico I de Spoleto y esposa en segundas nupcias de Hugo de Provenza, rey de Italia. Fue prima y amante del papa Sergio III, madre del papa Juan XI y del duque Alberico II de Spoleto y abuela del papa Juan XII. Este último fue finalmente declarado indigno y depuesto por un concilio convocado por orden del emperador Otón I, que acababa de ser coronado en Roma por el propio Juan. A esta oscura etapa de la Iglesia romana se la conoce como pornocracia. 

#### Cisma de Oriente y las cruzadas: la creación de los patriarcados latinos

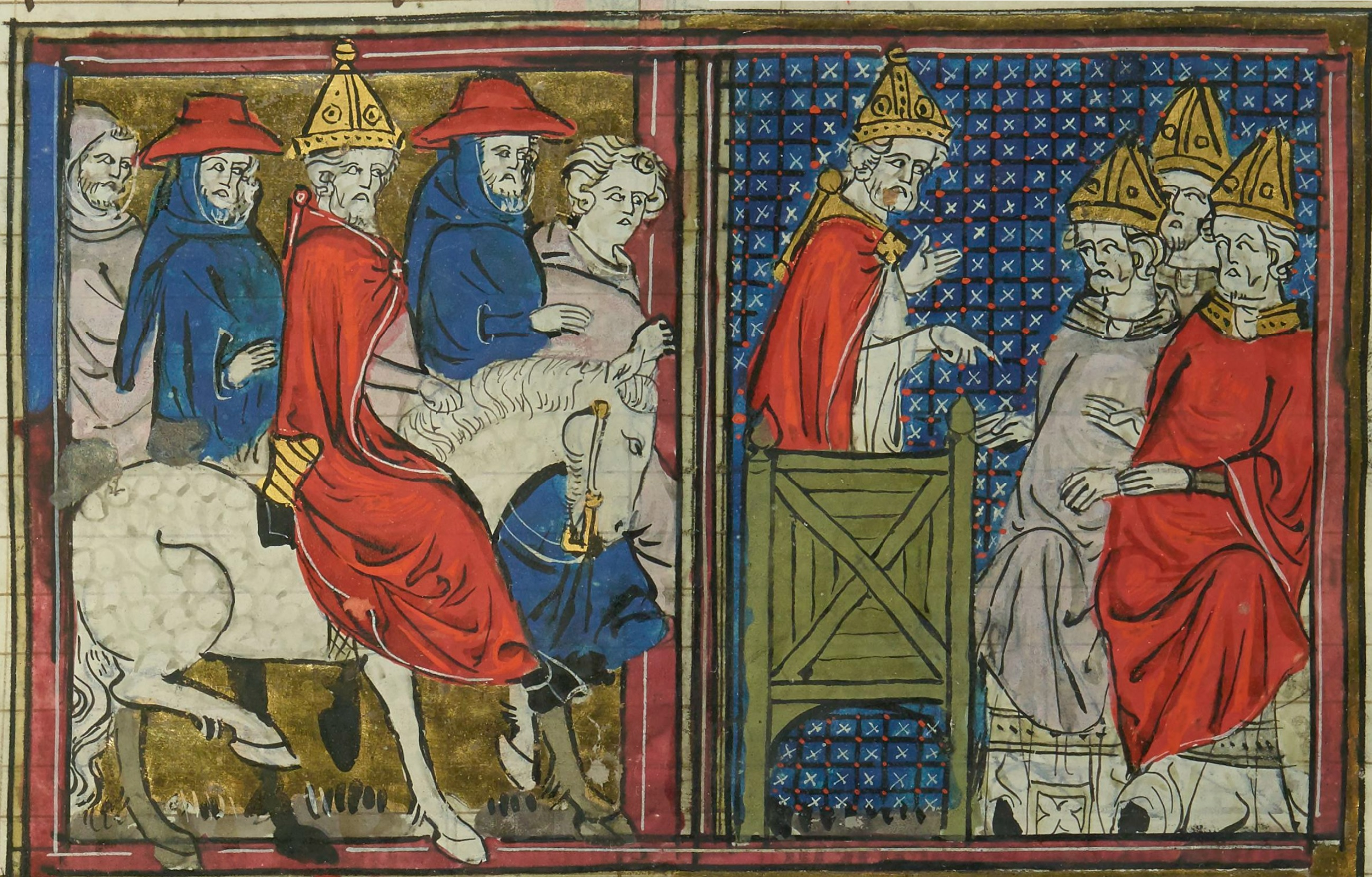
Urbano II, ilustración del

En 1054 el Cisma de Oriente y las excomuniones mutuas entre el papa y el patriarca de Constantinopla rompieron la comunión entre la Iglesia católica, es decir, el conjunto de Iglesias que reconocían el primado pontificio, y las Iglesias ortodoxas, es decir, las Iglesias orientales que, siguiendo el ejemplo del patriarca Miguel Cerulario, rechazaron el sometimiento a la autoridad de la sede romana. La respuesta fue el Dictatus Papae de Gregorio VII: la enunciación de las prerrogativas supremas del obispo de Roma. En 1078 se celebró un concilio en Letrán para definir las herejías respecto a la Eucaristía.
A partir de 1095 y durante los siguientes doscientos años, los obispos de Roma abogaron por la liberación de Tierra Santa del dominio del califato islámico. Las cruzadas, convocadas por el papa Urbano II y sus sucesores, garantizaron la indulgencia a quienes habían liberado de los infieles el Santo Sepulcro y las rutas de peregrinación en la tierra de Cristo. El control latino sobre Palestina y las costas de Siria y Armenia Menor, mantenido entre acontecimientos alternos durante estos dos siglos, permitió a la Iglesia latina extender su control sobre las zonas pertenecientes a las antiguas Iglesias de Jerusalén y Antioquía, sancionado por la constitución, en 1099, de los patriarcados latinos de Jerusalén, y de Antioquía, en contraposición a los patriarcados orientales existentes.
Aunque, a raíz de acontecimientos contrarios a las verdaderas intenciones de los pontífices, es decir, debido a la desviación de la cuarta cruzada impuesta por los venecianos, la conquista latina de Constantinopla condujo a la creación, en 1204, de un patriarcado latino de Constantinopla, que, porque por muy efímera que fuera su existencia territorial, sobrevivió como título durante casi ocho siglos. En ese momento, los papas intentaron reconstituir la antigua pentarquía en forma latina con la creación, en título, del patriarcado latino de Alejandría.
Durante el pontificado de Urbano II la Iglesia de Roma tomó el control de Sicilia, que, tras siglos de control bizantino y árabe, quedó constituida como la Apostólica Legacía de Sicilia. El derecho papal sobre la isla estaba formado por los grandes patrimonios que, desde tiempos de Gregorio Magno, la diócesis de Roma poseía en la entonces Sicilia y Cerdeña bizantinas. El legado de Sicilia se convirtió en la fuente del poder de los posteriores reyes de Sicilia, cuando se constituyeron como tales en virtud de la concesión feudal del papa, del que eran por lo tanto vasallos: el símbolo de esta condición fue, entre otras cosas, el homenaje feudal representado por el envío de una mula blanca a cada nuevo pontífice, utilizada luego durante la llamada cabalgata papal durante la ceremonia de toma de posesión de la cátedra episcopal en Letrán.
Los concilios ecuménicos de Letrán I, II, III y IV, celebrados en Roma en esta época establecieron entre otras cosas el derecho exclusivo del papa en el nombramiento de los obispos y el de los cardenales para el nombramiento del papa, la confirmación del celibato eclesiástico, el principio de la transubstanciación y el primado pontificio.

#### Introducción del Año Santo, el Cautiverio de Aviñón y el Cisma de Occidente

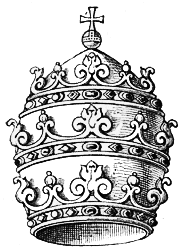
La tiara papal, compuesta en su forma definitiva durante el periodo de Aviñón

Durante el pontificado de Bonifacio VIII las aspiraciones universalistas de los obispos de Roma alcanzaron su apogeo, con la enunciación en la bula Unam sanctam («sobre la unidad de la Iglesia católica, fuera de la cual no hay salvación» y «sobre la potestad espiritual de la Iglesia sobre el poder temporal») del principio de supremacía del poder espiritual de la Iglesia de Roma, pero sobre todos los principios temporales, simbolizado por la doble corona fijada por el propio Bonifacio en la Tiara papal. En junio de 1299 el papa ordenó entonces la destrucción completa de la ciudad de Palestrina, que perdió temporalmente el título de diócesis suburbicaria. El 22 de febrero de 1300 Bonifacio proclamó el primer Año Santo, con la bula Antiquorum habet fidem, estableciendo su cadencia secular. Sin embargo, las aspiraciones del pontífice a la supremacía temporal fueron aplastadas por el episodio de la Bofetada de Anagni.
Sin embargo, la aspiración universal del papado trajo como consecuencia inmediata para la diócesis romana el traslado de la residencia papal de Letrán al Vaticano, que, con la presencia de la tumba de Pedro, podía transmitir con más fuerza la idea del papa como "sucesor de Pedro y vicario de Cristo".
Aunque el papa Clemente V había añadido una tercera corona a la tiara papal, para indicar su propia supremacía temporal y crear así el Triregno, durante unos setenta años los obispos de Roma, aunque mantuvieron la propiedad de la sede, estuvieron bajo el control del rey de Francia, y fijaron residencia en Aviñón, feudo eclesiástico en Provenza. Este período, conocido como Cautiverio de Aviñón, provocó un debilitamiento del control papal sobre Roma y su diócesis y luego, tras el regreso de los pontífices a la ciudad, el choque entre franceses y antifranceses por el control del papado. La consecuencia de este choque fue un nuevo cisma, que duró desde 1378 hasta 1417, cuando finalmente fue recompuesto.

#### Reforma protestante y cisma anglicano
Cada vez más involucrados en la administración universal de la Iglesia católica y en la administración temporal de los bienes de la Iglesia, los obispos de Roma comenzaron a delegar regularmente, a partir del siglo XVI, la administración de la diócesis romana y de la propia ciudad de Roma en los vicarios generales que, debido a la extendida práctica de ostentar al mismo tiempo el título de cardenal, pronto pasaron a ser conocidos con el nombre popular de cardenales vicarios.
En la misma época, tras el fracaso del intento de reforma eclesiástica caracterizado por el Concilio de Letrán V, se difundió en el norte de Europa la Reforma protestante, revisión teológica que, oponiéndose no sólo al primado papal sino a todo el sistema clerical, fue declarada herética por el papa León X. La Iglesia de Inglaterra también rompió con la comunión con Roma al rechazar la primacía papal y declarar al rey de Inglaterra su jefe supremo: fue el cisma anglicano.
Al final del siglo XVI los obispos de Roma se dotaron de una nueva residencia, el Palacio del Quirinal, situado en una posición más saludable respecto a la Ciudad Leonina y sobre todo más apartado de los flujos de peregrinos que se dirigían a San Pedro.

#### La Contrarreforma
La reacción de la Iglesia de Roma y de las Iglesias en comunión con ella fue una amplia revisión de la estructura de la Iglesia católica, conocida como Contrarreforma. Entre otras cosas, el Concilio de Trento extendió el rito romano a la Iglesia latina, abrogando todos los ritos que tuvieran menos de doscientos años de antigüedad.
En 1824 el papa León XII, con la carta apostólica Super universam del 1 de noviembre, procedió a una reorganización de las parroquias romanas y a su redefinición territorial; de las 72 parroquias existentes, abolió 37 y estableció 9 nuevas, para un total de 44 parroquias. Se erigieron como nuevas parroquias las siguientes iglesias: Santa Maria Maggiore, Sant'Adriano al Foro Romano, Santa Maria ai Monti, San Giacomo in Augusta, San Rocco, Santa Maria della Nazione Picena, Santa Lucia del Gonfalone, Santa Dorotea y San Bernardo alle Terme. Con la misma bula, el pontífice instituyó el Tabularium Vicariatus Urbis, el actual archivo histórico diocesano, para la conservación de los registros parroquiales romanos.
León XII anunció también una "visita apostólica" de la ciudad y de las iglesias de la diócesis, con la bula Cum primum del 31 de mayo.
En la segunda mitad del siglo XIX el Concilio Vaticano I sancionó el dogma de la infalibilidad pontificia.

### Desde 1870 hasta hoy

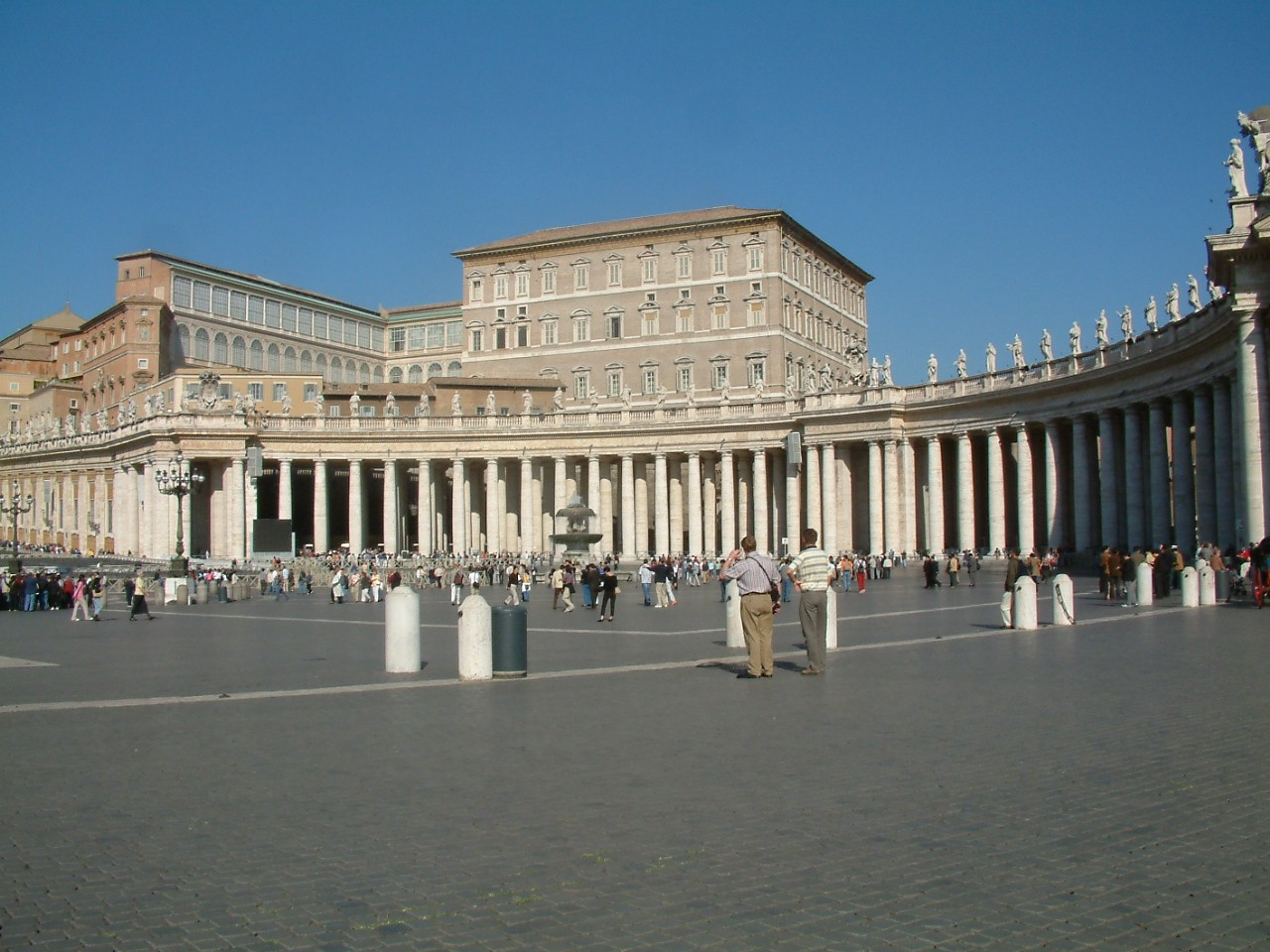
Plaza de San Pedro, la línea blanca señala la frontera entre la Ciudad del Vaticano y la República Italiana

Tras la brecha de la Puerta Pía y la conquista de Roma por el Reino de Italia en 1871, el poder temporal de los papas llegó a su fin, pero no el estatus de personalidad jurídica de derecho internacional de la sede episcopal romana. Aunque los papas se consideraban presos políticos, el Reino de Italia garantizó la autonomía e inviolabilidad del Vaticano y de la Iglesia romana mediante la ley de garantías papales, hasta 1929, cuando, con los Pactos de Letrán, se estableció el Estado de la Ciudad del Vaticano: un Estado independiente sujeto a la soberanía absoluta de la Santa Sede, representada por el papa.

#### Reformas de Pío X
El advenimiento del papa Pío X representa un punto de renovación para toda la diócesis de Roma y tiene un profundo impacto en la vida religiosa de la ciudad. Con toda una serie de intervenciones, que se suceden a un ritmo rápido, «da la impresión de que la diócesis de Roma está despertando de una situación de estancamiento y casi decadencia en la que se encontraba desde hacía algún tiempo... El reformatorio La obra reformadora de Pío X como obispo de Roma se desarrolla según un plan más racional y orgánico, y toca los puntos cruciales de la vida diocesana, es decir, el clero y las parroquias».

#### Visita apostólica (1904-1907)
Poco más de seis meses después de su elección Pío X realizó una visita apostólica a la diócesis de Roma con la bula Quum arcano Dei consilio del 11 de febrero de 1904, ochenta años después de la última visita convocada por León XII, con el objetivo de reformar el clero y la vida religiosa de las parroquias romanas y tomar conciencia de los problemas reales de la ciudad y tomar las medidas oportunas.
Para la ocasión, se constituyó una comisión especial presidida por el cardenal vicario Pietro Respighi y compuesta por una veintena de personas entre obispos, religiosos y prelados de la Curia romana, a quienes Pío X concedió facultades especiales para el desempeño de su trabajo y la realización de la visita. Comenzó la mañana del 10 de abril con una celebración solemne en la basílica patriarcal de Letrán. El cardenal vicario dirigió personalmente la visita a las basílicas patriarcales y a las parroquias romanas, mientras que los demás miembros de la comisión tuvieron la tarea de visitar las demás iglesias, casas religiosas e instituciones educativas. La visita duró tres años y finalizó en 1907.
Para una investigación exhaustiva de la situación religiosa de la diócesis, se prepararon y enviaron cuestionarios a cada parroquia, rectoría, monasterio, convento, escuela y todas las demás instituciones religiosas y católicas de la ciudad; las respuestas debían llegar a la Congregación de la Visita Apostólica en el Vaticano. De este modo «la visita de 1904 dio al papa Sarto la oportunidad de intervenir, de manera decisiva, en el gobierno de la diócesis y de dar directrices acordes con las necesidades y los nuevos problemas de una ciudad» profundamente modificada después de la década de 1870.

#### Reforma de las parroquias
Ya el papa León XIII, en los últimos años de su pontificado, había creado una comisión para la reforma de las parroquias romanas que eran "demasiadas numerosas, mal distribuidas y peor asistidas". La visita apostólica permitió a Pío X tener una visión completa de la situación y realizar los cambios oportunos. En 1904 la diócesis incluía 58 parroquias, de las cuales dos, San Bartolomeo all'Isola y Santi Marcellino e Pietro a Torpignattara, tenían unos pocos cientos de habitantes, mientras que otras superaban las 20 000 unidades, y la parroquia de San Giovanni en Laterano tenía 40 000 fieles.
La comisión de León XIII ya había elaborado un plan de reforma, distinguiendo las parroquias de la ciudad en tres sectores concéntricos: las del centro histórico al interior de las Murallas aurelianas; los adyacentes a las murallas, pero fuera del centro histórico y las fuera de la campiña romana. Pío X aprobó el plan leoniano y, de acuerdo con el gobierno italiano, para contener los gastos, decidió transferir los títulos legales y las rentas de las parroquias suprimidas a las nuevas. Según el testimonio prestado durante el proceso de beatificación del pontífice por Francesco Faberj, secretario del vicariato y ejecutor ejecutivo de la reforma, el criterio seguido por Pío X «durante todo el desarrollo de esta reforma o reorganización de las parroquias fue únicamente para el bien de las almas. Por ello se estudió el problema desde el lado topográfico y demográfico, para establecer cuántas parroquias eran necesarias y dónde establecer la iglesia parroquial...»
El primer acto de reforma tuvo lugar el 1 de junio de 1905 con la carta apostólica Almae Urbis Nostrae, con la que el pontífice suprimió las parroquias de San Tommaso in Parione y Santa Lucia del Gonfalone y erigió las parroquias de Santa Maria Nova y de San Gioacchino ai Prati. Se publicaron decretos similares durante todo el pontificado de Pío X y a su muerte ya estaban listas las sumas necesarias o ya se habían comprado los terrenos para las demás parroquias previstas en el proyecto inicial.
En conjunto, la reforma condujo a la supresión de 15 parroquias en el centro histórico y al establecimiento de 16 nuevas parroquias en los suburbios y en los barrios que se estaban desarrollando. Se gastaron en total 12 millones de liras en la construcción de nuevas iglesias parroquiales y en la renovación y adaptación de antiguas iglesias convertidas en parroquias.

#### Reforma de la catequesis
La obra de renovación introducida por Pío X se extendió también a la catequesis. Al comienzo de su pontificado, el papa introdujo la costumbre de acoger en el Vaticano a grupos de fieles de las parroquias romanas los domingos por la tarde para impartirles lecciones de catecismo sobre el evangelio festivo.
En Roma y Lacio seguía vigente el catecismo de Roberto Belarmino (siglo XVII), actualizado en tiempos del papa León XIII (1901), mientras en el resto de Italia se difundían nuevos textos de catecismo, aprobados por las autoridades eclesiásticas. Además, en Roma se había establecido la costumbre de no enseñar el catecismo en la parroquia, sino de delegar esta tarea en institutos religiosos particulares de la ciudad, donde los niños se preparaban en masa para recibir los sacramentos de la iniciación cristiana. El aumento demográfico de la ciudad y la difícil ubicación de estas instituciones impidieron que muchos niños pudieran acceder a los sacramentos. El 12 de enero de 1905 Pío X escribió una carta al cardenal vicario Respighi para imponer a los párrocos la obligación y el deber de preparar a los niños en su parroquia.
Tras la publicación de la encíclica Acerbo nimis para la reforma de la catequesis, el pontífice hizo preparar un subsidio, publicado con el título de Compendio della dottrina cristiana prescritto da Sua Santità Papa Pio X alle diocesi della provincia di Roma. Con una carta al cardenal Respighi del 14 de junio de 1905, el pontífice impuso la obligatoriedad del nuevo texto «para la enseñanza pública y privada en la diócesis de Roma y en todas las demás de la provincia romana».
Las críticas y observaciones recibidas sobre este texto, y las nuevas disposiciones sobre la edad de la primera comunión, obligaron pronto a una revisión del Compendio. Así nació lo que más tarde se conoció como el Catecismo de San Pío X, en realidad compuesto por dos textos: el Catechismo della dottrina cristiana y los Primi elementi della dottrina cristiana, publicado a finales de noviembre de 1912. Con carta al cardenal vicario del 18 de octubre de 1912, Pío X hizo obligatorios estos dos catecismos para la diócesis de Roma y sus sufragáneas "sin cambiar la palabra", con la prohibición "de que en adelante en la enseñanza catequética se siga otro texto".

#### Reforma de la disciplina eclesiástica y el seminario romano
Entre los motivos que llevaron a Pío X a convocar la visita apostólica en 1904 estuvo también la reforma del clero romano. Al año siguiente, el pontífice tomó disposiciones precisas para regular la presencia y residencia en Roma de seminaristas, clérigos y clérigos extradiocesanos, muchos de los cuales estaban presentes en la ciudad. En carta al cardenal vicario Respighi del 6 de agosto de 1905 estableció que ningún sacerdote o clérigo podría establecerse en la diócesis sin una solicitud formal y motivada, sin el permiso de su obispo de origen y sin la autorización expedida por el vicariato; a quien no cumpliera con estas disposiciones se le prohibía ejercer el ministerio pastoral.
En octubre de 1903 el cardenal Respighi creó una comisión especial para la dirección del ministerio sacerdotal en Roma, con el objetivo de conocer al clero y seguir su espíritu y actividad. Con la reforma de las parroquias, Pío X se proponía no sólo revisar territorialmente su jurisdicción, sino también y sobre todo buscar y formar personal idóneo y preparado para la actividad parroquial, trabajo poco deseado por los sacerdotes jóvenes, que más bien aspiraban a puestos en la Curia Romana o en la oficinas del vicariato. En diciembre de 1904 el papa impuso la obligación al clero secular romano de realizar ejercicios espirituales cada tres años; a quienes no cumplían con esta obligación no se les concedía permiso para celebrar misa ni escuchar confesiones. También se dictaron nuevas disposiciones para la predicación en el territorio de la diócesis, previo examen específico y la necesaria autorización del cardenal vicario. En 1908 al clero romano se le prohibió asistir a teatros o espectáculos de cine; el castigo para los infractores llegaba hasta la suspensión a divinis.
El mayor compromiso lo hizo Pío X para la reforma de los estudios eclesiásticos y seminarios romanos, en el contexto de la reforma general de los seminarios italianos introducida por el pontífice con las disposiciones de 1907, 1908 y 1912.
En Roma existían siete seminarios para la formación del clero local, entre ellos el Seminario Pío, el Seminario Vaticano, el Colegio Capranica y el Seminario Romano, el seminario más importante de la diócesis, que en ese momento estaba ubicado en el palacio de Apolinar, contiguo a la basílica del mismo nombre. Pío X decidió construir una nueva sede para el Seminario Romano, cerca de la basílica de Letrán, inaugurada en noviembre de 1913. Al mismo tiempo, el pontífice creó una comisión de cardenales para estudiar un proyecto de reforma de los seminarios de Roma y la viabilidad de su unificación. El fruto del trabajo de la comisión es la constitución apostólica In praecipuis publicada el 29 de junio de 1913. La constitución decidió la división del Seminario Romano en seminario menor y seminario mayor y la supresión de los distintos seminarios con excepción del Leonino, el Vaticano y la Capranica. Documentos pontificios posteriores regularon la vida interna del seminario mayor, el programa de estudios, con especial supervisión sobre la formación de los profesores y los textos utilizados, en el contexto de la lucha que la Santa Sede sostenía en aquella coyuntura histórica contra el modernismo teológico.

#### Reforma del vicariato
«A principios del siglo XX la organización de la curia diocesana de Roma era insuficiente para las necesidades de los tiempos. La autoridad y jurisdicción del Cardenal Vicario estaban limitadas por la multiplicidad de exenciones y privilegios». Desde el comienzo de su pontificado en 1905, Pío X con el objetivo de establecer una verdadera curia diocesana como cualquier otra diócesis, encargó al secretario del vicariato, Francesco Faberj, la preparación de un proyecto de reforma, basado en la eliminación de la competencia de otros cardenales y de diversos organismos religiosos o laicos y en el nacimiento de un verdadero y propio gobierno diocesano; sin embargo, el proyecto pronto fue abandonado, al igual que el intento de dar una nueva ubicación a las oficinas del vicariato, en sustitución de las estrechas habitaciones de la Piazza Sant'Agostino.
El proyecto de reforma se retomó en los años 1908-1912, confiado al cardenal Gaetano De Lai y condujo a la publicación de la constitución apostólica Etsi nos del 1 de enero de 1912, con la que el pontífice reformó, por primera vez de forma sistemática, el vicariato de Roma. Estaba dividido en cuatro oficios, al frente de los cuales estaba el cardenal vicario asistido por cuatro prelados, cada uno de ellos responsable de uno de los nuevos oficios: 1º culto divino y visita apostólica; 2.ª disciplina del clero y del pueblo cristiano; 3.º Asuntos judiciales; 4ª administración económica. El reglamento, que abolió el cargo de arzobispo vicegerente, preveía el nombramiento de un sacerdote, especialmente responsable de la pastoral de la campiña romana; estableció la creación de un grupo de párrocos encargados de supervisar y promover la catequesis; se abolieron las jurisdicciones particulares de los cardenales y de los cuerpos eclesiásticos.
El vicariato también tenía una sede nueva y más adecuada en el palacio Maffei Marescotti en via della Pigna, adquirido por el Vaticano por 80 000 liras.

#### La diócesis en la era posconciliar
El 25 de enero de 1959 el papa Juan XXIII, en un discurso a los cardenales, anunció la convocatoria de un concilio ecuménico, el Concilio Vaticano II, y al mismo tiempo la convocatoria de un sínodo para la diócesis de Roma. Fue la primera vez que se celebró un sínodo en la diócesis del papa. Elaborado en los meses siguientes a la convocatoria, se celebró desde el domingo 25 de enero de 1960 hasta el sábado 31 de enero siguiente. «El sínodo de Roma del Papa Roncalli promulgó el código diocesano en concordancia y adaptación a las situaciones particulares de cada diócesis, traduciendo normas más generales a nivel local. La participación en el sínodo debía ser activa en la fase preparatoria, mientras que la celebración debía consistir en que el clero convocado escuchara la lectura de las constituciones, que recaían bajo la autoridad exclusiva del obispo "unicus legislator"».
En julio de 1961 se nombraron por primera vez dos obispos auxiliares. En febrero de 1966, al dividirse la diócesis en sectores, se agregaron dos más.
Desde 1962 la diócesis suburbicaria de Ostia es administrada por los obispos de Roma, a través del vicario general de la diócesis de Roma.
El papa Pablo VI fue el primer obispo que realizó visitas no ocasionales a las parroquias de Roma. En 1966, en cumplimiento de algunas decisiones del primer sínodo romano, con el motu proprio Romanae Urbis, procedió a organizar territorialmente la diócesis en cinco sectores, cada uno de ellos confiado a un obispo auxiliar. Además, en 1977, con la constitución apostólica Vicariae potestatis in Urbe se procedió a la reforma del vicariato, en aplicación de las decisiones del Concilio Vaticano II.
En 1978, por primera vez en más de cuatro siglos, Roma tenía un obispo extranjero, el polaco Juan Pablo II, que desde el principio de su ministerio se presentaba como "obispo de Roma". En su largo episcopado se comprometió sistemáticamente a visitar las parroquias romanas, visitando 301 de un total de 333. Renovó además el vicariato de Roma con la constitución apostólica Ecclesia in Urbe y celebró un segundo sínodo diocesano entre octubre de 1992 y mayo de 1993.
Entre 1946 y 1965 se redefinieron las fronteras entre la diócesis de Roma y las diócesis suburbanas de Ostia mediante el decreto Perantiquae y Porto-Santa Rufina mediante los decretos Romanus populus, Cum Romana y Quo aptius. El 7 de marzo de 2005 la diócesis incorporó el territorio de la abadía territorial de San Pablo Extramuros, que perdió el privilegio de territorialidad. En 2012 se produjo otro cambio en la frontera con la diócesis de Ostia mediante otro decreto llamado Quo aptius.
El 28 de febrero de 2013, por primera vez en varios siglos, un papa, Benedicto XVI, dimitió como obispo de Roma.

## Estadísticas
Según el Anuario Pontificio 2023 la diócesis tenía a fines de 2022 un total de 2 602 740 fieles bautizados.
| Año                                                                             | Población | Población | Población      | Sacerdotes | Sacerdotes | Sacerdotes | Católicos por sacerdote | Diáconos permanentes | Religiosos | Religiosos | Parroquias y cuasiparroquias |
| Año                                                                             | Católicos | Total     | % de católicos | Total      | Diocesanos | Regulares  | Católicos por sacerdote | Diáconos permanentes | Masculinos | Femeninos  | Parroquias y cuasiparroquias |
| ------------------------------------------------------------------------------- | --------- | --------- | -------------- | ---------- | ---------- | ---------- | ----------------------- | -------------------- | ---------- | ---------- | ---------------------------- |
| 1970                                                                            | ?         | 2 650 002 | ?              | 4729       | 1369       | 3360       | ?                       |                      | 3360       | 15 800     | 245                          |
| 1980                                                                            | 2 694 871 | 2 766 000 | 97.4           | 5136       | 1636       | 3500       | 524                     |                      | 5230       | 16 800     | 293                          |
| 1990                                                                            | 2 614 000 | 2 690 000 | 97.2           | 5135       | 1635       | 3500       | 509                     | 29                   | 5189       | 20 000     | 320                          |
| 1999                                                                            | 2 591 000 | 2 669 961 | 97.0           | 7781       | 3451       | 4330       | 332                     | 64                   | 5878       | 21 500     | 329                          |
| 2000                                                                            | 2 588 000 | 2 667 451 | 97.0           | 5891       | 1561       | 4330       | 439                     | 61                   | 5878       | 25 000     | 331                          |
| 2001                                                                            | 2 587 720 | 2 667 166 | 97.0           | 5867       | 1537       | 4330       | 441                     | 61                   | 5932       | 21 500     | 335                          |
| 2002                                                                            | 2 454 000 | 2 530 023 | 97.0           | 5331       | 1681       | 3650       | 460                     | 78                   | 4478       | 22 000     | 334                          |
| 2003                                                                            | 2 454 000 | 2 787 206 | 88.0           | 5410       | 1760       | 3650       | 453                     | 84                   | 5605       | 22 000     | 333                          |
| 2004                                                                            | 2 454 000 | 2 787 206 | 88.0           | 5390       | 1740       | 3650       | 455                     | 88                   | 5630       | 21 900     | 333                          |
| 2010                                                                            | 2 473 000 | 2 816 706 | 87.8           | 4922       | 1631       | 3291       | 502                     | 116                  | 4875       | 22 500     | 336                          |
| 2011                                                                            | 2 348 905 | 2 864 519 | 82.0           | 4894       | 1589       | 3305       | 479                     | 114                  | 4925       | 22 705     | 336                          |
| 2013                                                                            | 2 365 923 | 2 885 272 | 82.0           | 4834       | 1574       | 3260       | 489                     | 122                  | 4952       | 22 775     | 334                          |
| 2014                                                                            | 2 365 923 | 2 885 272 | 82.0           | 4834       | 1574       | 3260       | 489                     | 122                  | 4952       | 22 775     | 334                          |
| 2016                                                                            | 2 351 057 | 2 867 143 | 82.0           | 4660       | 1542       | 3118       | 504                     | 125                  | 4820       | 22 740     | 334                          |
| 2017                                                                            | 2 355 984 | 2 873 152 | 82.0           | 3702       | 1524       | 2178       | 636                     | 133                  | 3870       | 22 770     | 334                          |
| 2019                                                                            | 2 607 995 | 3 180 482 | 82.0           | 3693       | 1508       | 2185       | 706                     | 131                  | 3879       | 22 710     | 334                          |
| 2020                                                                            | 2 603 000 | 3 174 440 | 82.0           | 3769       | 1574       | 2195       | 691                     | 137                  | 3938       | 22 720     | 335                          |
| 2022                                                                            | 2 602 740 | 3 175 800 | 82.0           | 3173       | 1353       | 1820       | 820                     | 135                  | 3562       | 22 710     | 332                          |
| Fuente: Catholic-Hierarchy, que a su vez toma los datos del Anuario Pontificio. |           |           |                |            |            |            |                         |                      |            |            |                              |

## Episcopologio

### Obispos de Roma
La edición de 2001 del Anuario Pontificio introdujo «casi 200 correcciones a las biografías existentes de los papas, desde san Pedro a Juan Pablo II», en torno a fechas, especialmente en los primeros dos siglos, lugares de nacimiento y nombres de pila de algunos papas.
El término «papa» (del latín papa, «padre») se usa en varias Iglesias para designar a sus dirigentes (como el papa copto) pero en español se refiere generalmente al jefe de la Iglesia católica. El papa tiene otros títulos, como santo padre, sumo pontífice, vicario de Cristo, obispo de Roma, sucesor de Pedro y siervo de los siervos de Dios. El título esencial es el de obispo de Roma; por ser obispo de Roma, el papa es el sucesor de Pedro y jefe del colegio de los obispos. Desde 1929 el papa también ostenta el título de soberano de la Ciudad del Vaticano.
Hermann von Reichenau pudo ser el primer historiador en numerar a los papas cronológicamente. Su lista finaliza en 1049, con León IX en el número 154. A lo largo del siglo XX se hicieron varios cambios en la lista. El antipapa Cristóbal fue considerado un papa legítimo durante mucho tiempo. El papa electo Esteban fue considerado legítimo con el nombre de Esteban II hasta la edición de 1961, en la que se le eliminó de la lista. A pesar de este cambio, algunas listas modernas siguen incluyendo al «primer papa Esteban II». Es probable que esto se deba a que están basadas en la edición de 1913 de la Enciclopedia Católica, que está en el dominio público. Las decisiones del Concilio de Pisa (1409) fueron revertidas en 1963 en una reinterpretación del Cisma de Occidente (1378-1417), extendiendo el pontificado de Gregorio XII hasta 1415 y declarando a sus rivales, Alejandro V y Juan XXIII, como antipapas.
A lo largo de la historia la lista del Anuario Pontificio contiene 265 papas y 267 papados; esto se debe a que Benedicto IX accedió en tres ocasiones al papado. De entre todos los papas, 42 han ejercido el pontificado durante menos de un año y 10 lo han ejercido durante más de 20 años. El papa con el pontificado más largo del que se tienen datos fidedignos fue Pío IX, que fue papa durante 31 años, 7 meses y 22 días (1846-1878). Se cree que el pontificado de san Pedro fue más largo, pero su duración exacta es difícil de determinar, ya que hay dudas sobre cuándo situar el comienzo: si en el momento de la muerte de Jesús, en torno el año 30, o en el de su llegada a Roma, hacia el 42. El papa con el pontificado más corto fue Urbano VII, que lo ejerció durante 12 días en septiembre de 1590.

### Arzobispos vicegerentes
El vicegerente de la diócesis de Roma (en italiano: Vicegerente della diocesi di Roma), también llamado arzobispo vicegerente por la costumbre de que también sea elevado a la dignidad de arzobispo, es el obispo auxiliar que asiste al vicario general de la diócesis de Roma en sus funciones de gobierno; dado que este último ejerce de facto las funciones de obispo de Roma, el papel del vicegerente es similar al que en las diócesis desempeña el vicario general y el moderador de la curia.